# (4832) Palinure
(4832) Palinure, désignation internationale (4832) Palinurus, est un astéroïde troyen jovien.

## Description
(4832) Palinure est un astéroïde troyen jovien, camp troyen, c'est-à-dire situé au point de Lagrange L5 du système Soleil-Jupiter. Il présente une orbite caractérisée par un demi-grand axe de 5,265 UA, une excentricité de 0,141 et une inclinaison de 19,1° par rapport à l'écliptique.
Il est nommé en référence au personnage de la mythologie grecque Palinure, acteur du conflit légendaire de la guerre de Troie.

## Compléments